# Ishinagu no Uta
 (signalé en mai 2025).
Si vous disposez d'ouvrages ou d'articles de référence ou si vous connaissez des sites web de qualité traitant du thème abordé ici, merci de compléter l'article en donnant les références utiles à sa vérifiabilité et en les liant à la section « Notes et références ».
- Archive Wikiwix
- Bing
- Cairn
- DuckDuckGo
- E. Universalis
- Gallica
- Google
- G. Books
- G. News
- G. Scholar
- Persée
- Qwant
- (zh) Baidu
- (ru) Yandex
- (wd) trouver des œuvres sur Wikidata

Ishinagu no Uta (okinawaïen : 石投子之歌, Ishinagu nu Uta ; japonais : 石なぐの歌, Ishinagu no Uta ; litt. : Chanson du lanceur de pierre) est un poème issu d'une compilation de poésies écrites par le prince ryukyuan Shoyō Kyō (尚亨).

## Source de la traduction
- (ja)/(zh) Cet article est partiellement ou en totalité issu des articles intitulés en japonais « 石なぐの歌 » (voir la liste des auteurs) et en chinois « 石投子之歌 » (voir la liste des auteurs).